# Acacia delicata
Acacia delicata är en ärtväxtart som först beskrevs av Nathaniel Lord Britton och Joseph Nelson Rose, och fick sitt nu gällande namn av Arthur Allman Bullock. Acacia delicata ingår i släktet akacior, och familjen ärtväxter. Inga underarter finns listade i Catalogue of Life.